# Суре, Аньес
Аньес Суре (фр. Agnès Souret), полное имя Жанна Жермена Берта Аньес Суре (Jeanne Germaine Berthe Agnès Souret; 1 января 1902, Байонна — 14 августа 1928, Аргентина) — французская актриса
 и танцовщица, первая в истории победительница первого национального конкурса красоты Мисс Франция 1920.

## Биография
Аньес Суре родилась 1 января 1902 года в Байонне в семье балерины. Детство провела в Эспелете.

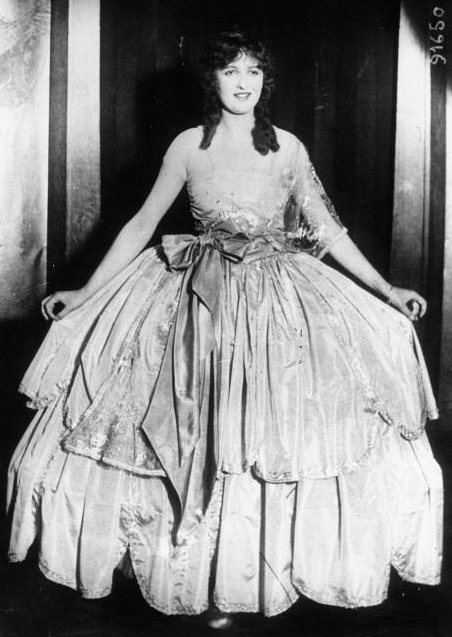
Аньес Суре

В возрасте 17 лет была признана самой красивой женщиной Франции (La plus Belle Femme de France), завоевала первый в истории титул конкурса, ставшего позже Мисс Франция, обойдя в конкурсе свыше 2000 соперниц и набрав 115 000 голосов. Во французской газете «Le Figaro» ее назвали «Ослепительной красавицей». В «The New York Times» Аньес Суре называли «самой прекрасной француженкой».
Победа в национальном конкурсе превратила Аньес в одну из самых популярных женщин того времени. Её фотографии массово появлялись в журналах и газетах. Подробности её жизни были обычным явлением в колонках жёлтой прессы начала 1920-х годов.
Она стала танцовщицей в знаменитом парижском мюзик-холле Фоли-Бержер, выступала в Опере Монте-Карло. Снялась в трёх кинофильмах («La Maison des pendus», «Le Lys du Mont Saint-Michel» и «La tournée Farigoule»).
Вскоре её известность вышла за пределы Франции. В 1922 году она появилась в ревю «Pins and Needles» в театре Гейти в лондонском Вест-Энде. Находясь в Лондоне, Аньес была приглашена на кинопробы в Голливуд. Красота её была замечена в США. В том же году вышла из печати её книга «Знаменитая книга секретов красоты».
Умерла от перитонита во время гастролей в Аргентине в сентябре 1928 года в возрасте 26 лет. Похоронена на родине, в городке Эспелет.